# جورج كوبر
جورج كوبر (بالإنجليزية: George Cooper)‏ (1 أكتوبر 1932 المملكة المتحدة - 1 يناير 1994) هو لاعب كرة قدم بريطاني سابق كان يلعب كمهاجم.